# Coregonus nobilis
Coregonus nobilis is een straalvinnige vissensoort uit de familie van de zalmen (Salmonidae) en de onderfamilie van de houtingen. De wetenschappelijke naam van de soort is voor het eerst geldig gepubliceerd in 1882 door Haack. Het is een endemische vissoort in Zwitserland en wordt daar Edelfisch genoemd.

## Herkenning
De vis kan maximaal 34 cm lang worden. De vis heeft 31 tot 42 kieuwboogaanhangsels en de middellijn van het oog is 3,5 tot 5,2% van de standaardlengte (lengte tot begin staartvin).

## Verspreiding en leefgebied
Deze houtingsoort komt alleen voor in het Vierwoudstrekenmeer in Zwitserland. De vis houdt zich op in het open water op diepten tussen de 5 en 30 m. De vis paait op grotere diepten (80 tot 200 m) van juli tot in september. Coregonus nobilis voedt zich met kreeftachtige dieren.

## Status
De vis werd kort na de eeuwwisseling herontdekt en de populatie neemt waarschijnlijk toe. Daarvoor was het vermoeden dat de vis door eutrofiëring was uitgestorven. De waterkwaliteit is inmiddels verbeterd, daarom staat de soort als niet bedreigd op de Rode Lijst van de IUCN.